# Far Manager
Far Manager (z anglického File and archive Manager) je ortodoxní správce souborů pro Microsoft Windows, vytvořený jako klon Norton Commanderu. Far Manager využívá příkazový řádek Windows a je orientovaný na ovládání z klávesnice. Funkce FARu je možné snadno rozšířit použitím pluginů. FAR je vyvíjen od roku 1996.

## Princip práce
Panely jsou přizpůsobitelné co do počtu a typu sloupců s detaily a seřazením. Operace je možné vykonávat z jednoho panelu do druhého (to je základní princip práce v Norton Commanderu a jeho klonech), panely a konzola jsou aktivní zároveň (není nutné mezi nimi přepínat) a všechny základní a mnoho složitějších operací je možné uskutečnit jednoduchými klávesovými kombinacemi.

## Funkční výbava
Far je mocnější než mnoho moderních grafických souborových manažerů[zdroj?], umožňuje výběr za pomoci wildcards (konvence pro hromadné označování), má makra, rozšířené filtrování, zvýrazňování a samozřejmě také příkazový řádek, který je na rozdíl od Midnight Commanderu dobře integrovaný a neomezuje se jen na jednořádkové příkazy. Dále obsahuje interní zobrazovač a editor textu, přizpůsobitelné menu pro uživatele, zobrazení adresářů ve stromové struktuře, vyhledávání souborů, porovnávání, klávesové makra, integrovaného pomocníka a přepínač úloh pro své nástroje.

## Pluginy
Populární pluginy jsou instalovány přímo s FARem a přinášejí například podporu FTP, sítí Windows (SMB protokol), dočasný virtuální adresář (sandbox), seznam běžících procesů Windows, manažera tisku, konvertor velkých a malých písmen v názvech souborů a několik pluginů rozširujících možnosti textového editoru na formátování, dělení řádek a podobně.
Další pluginy jsou dostupné například na tomto PluGRinG katalogu.

## Historie a licence
Far Manager vyvíjel Jevgenij Rošal čtyři roky až do roku 2000, kdy jeho vývoj předal skupině ruských programátorů Far Group.
Far Manager byl původně licencován jako shareware. 26. října 2007 byl zahájen vývoj nové Unicode verze Far Manageru verze 1.80, u které byla oznámena změna licence na upravenou verzi BSD licence. Tím se Far Manager stal z komerčního software software svobodný.
Později (13. prosince 2008) autoři kvůli lepšímu odlišení mezi open-source a komerční verzí Far Manageru přeznačili verzi 1.80 jako zcela novou řadu 2.00.
17. května 2010 oznámili autoři, že i komerční verze Far Manager 1.75 je uvolněna pod svobodnou licencí BSD.